# Eisenerzer Reichenstein
Der Eisenerzer Reichenstein ist ein Berg in den Eisenerzer Alpen im österreichischen Bundesland Steiermark. Er liegt südlich des Steirischen Erzbergs bei der Stadt Eisenerz.

## Topographie
Die höchste Erhebung des Eisenerzer Reichensteins ist der Nordost-Gipfel mit einer Höhe von 2165 m ü. A. 270 Meter südwestlich des Gipfels liegt auf einer Kuppe die Reichensteinhütte (2136 m) der Sektion Leoben des Österreichischen Alpenvereins. Von hier zieht eine etwa 250 Meter breite und 500 Meter lange Hochebene in Richtung Südwesten, an deren Ende sich eine weitere Erhebung (2143 m) befindet. 
Weitere Nebengipfel sind nördlich das Rössel (1855 m), nordöstlich bzw. südöstlich des Reichenstein-Hauptgipfels befinden sich der Grüblzinken (1990 m), der durch das Rottörl vom Reichenstein getrennt ist, und der Vordernberger Zinken. In der Österreichischen Bundeskarte ist nur der niedrigere Südostgipfel (1971 m) des Vordernberger Zinkens kotiert, der aber vom Nordwestgipfel um mindestens 30 Meter überragt wird. Der Kamm westlich des Reichensteins trägt die Erhebungen Hieflerkogel, Hocheller und Hohe Lins (2028 m). In einem Kessel südlich des Reichensteins befindet sich der kleine Krumpensee (1416 m).

## Geologie
Der Eisenerzer Reichenstein gehört der Grauwackenzone an und besteht aus paläozoischen Gesteinen. Der Berg ist zum Großteil aus devonischen Kalken aufgebaut.

## Wege
Der kürzeste Weg auf den Eisenerzer Reichenstein führt vom Präbichl über den Rösselhals in etwa zweieinhalb Stunden zum Gipfel. Ein Stück oberhalb des Rösselhalses kann man entscheiden, ob man dem Normalweg, dem Theklasteig, folgt oder eine Abkürzung über einen steileren Weg und vier aufeinander folgende Leitern, die Stiege, nimmt.
Von der Hirnalm bei Trofaiach führt der Grete-Klinger-Steig über die Vordernberger Mauer, den Vordernberger Zinken und am Grüblzinken vorbei zum Rottörl hinauf. Dieser Steig bietet eine Kombination aus einer langen Kammwanderung mit mäßig schwierigen Klettersteigpassagen. Benannt ist der Steig nach der 1972 verstorbenen Grete Klinger im Gedenken an ihre Verdienste um die Gründung und die Jugendarbeit in der Sektion Trofaiach des Alpenvereins. Sowohl der Weg vom Präbichl als auch jener von der Hirnalm sind Teil des Nord-Süd-Weitwanderwegs. Die Reichensteinhütte ist auch Ausgangspunkt einer sehr langen Kammwanderung, die vom Eisenerzer Reichenstein etwa 40 Kilometer lang bis zur Mödlinger Hütte am Fuß des Admonter Reichensteins führt.

## Skitouren
Der Eisenerzer Reichenstein und seine Nebengipfel bieten zahlreiche Möglichkeiten für Skitouren, die aber lawinensichere Verhältnisse erfordern, das gilt besonders für die Anstiege vom Präbichl aus. Abfahren kann man unter anderem vom Reichensteinhals, das ist die Scharte zwischen dem Südwestgipfel und dem Hieflerkogel, zum Krumpensee. Um von hier zum Präbichl zurückzukommen, muss man allerdings 400 Höhenmeter Gegenanstieg zum Rottörl in Kauf nehmen. Eine Herausforderung für Extremsportler bietet die anspruchsvolle Schiabfahrt vom Reichenstein durch die Rote Rinne.

Ansichten
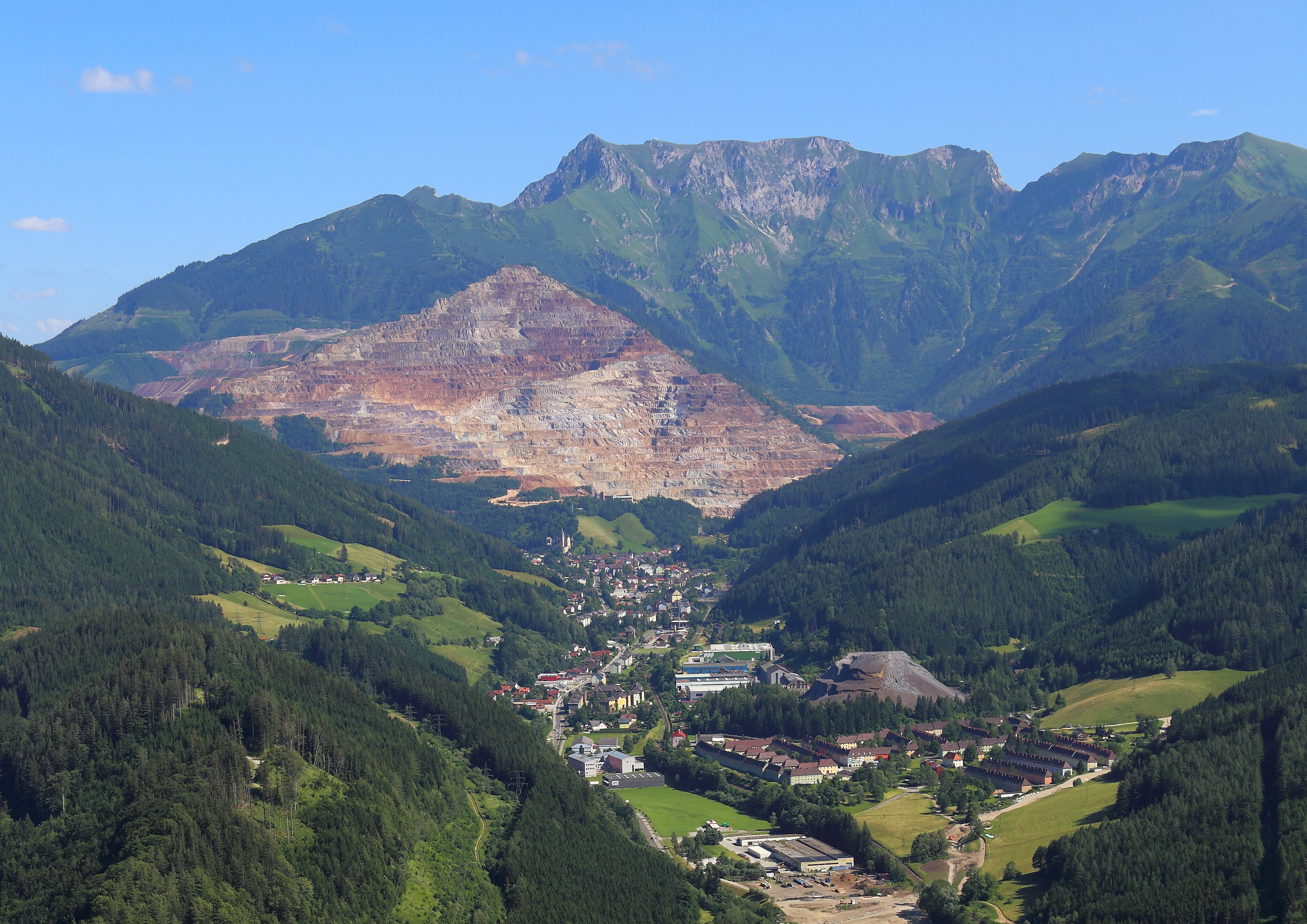
Eisenerz mit Erzberg und Reichenstein
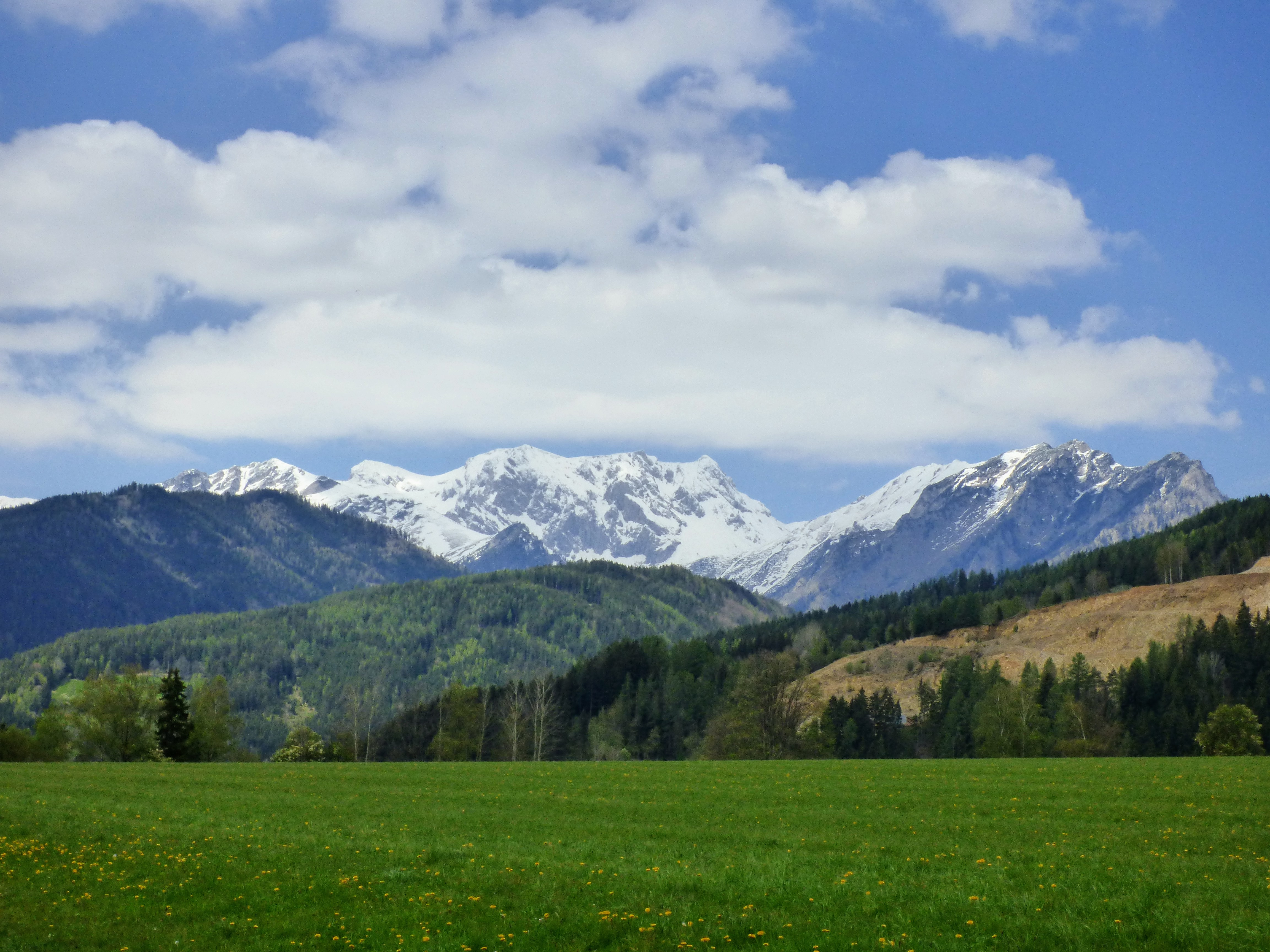
Eisenerzer Reichenstein von Trofaiach
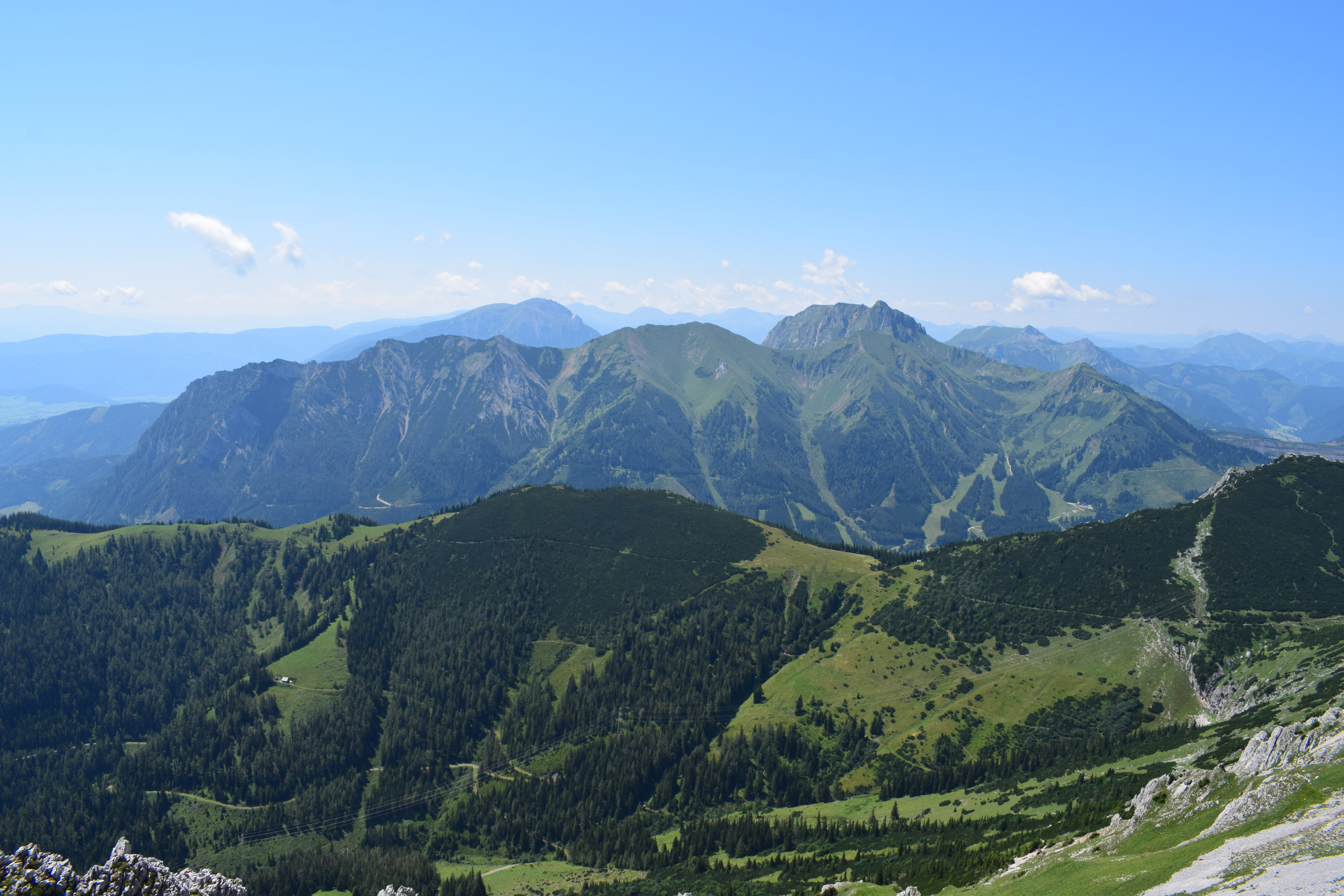
Blick vom Hochturm über die Leobner Mauer auf die Ostseite des Eisenerzer Reichensteins
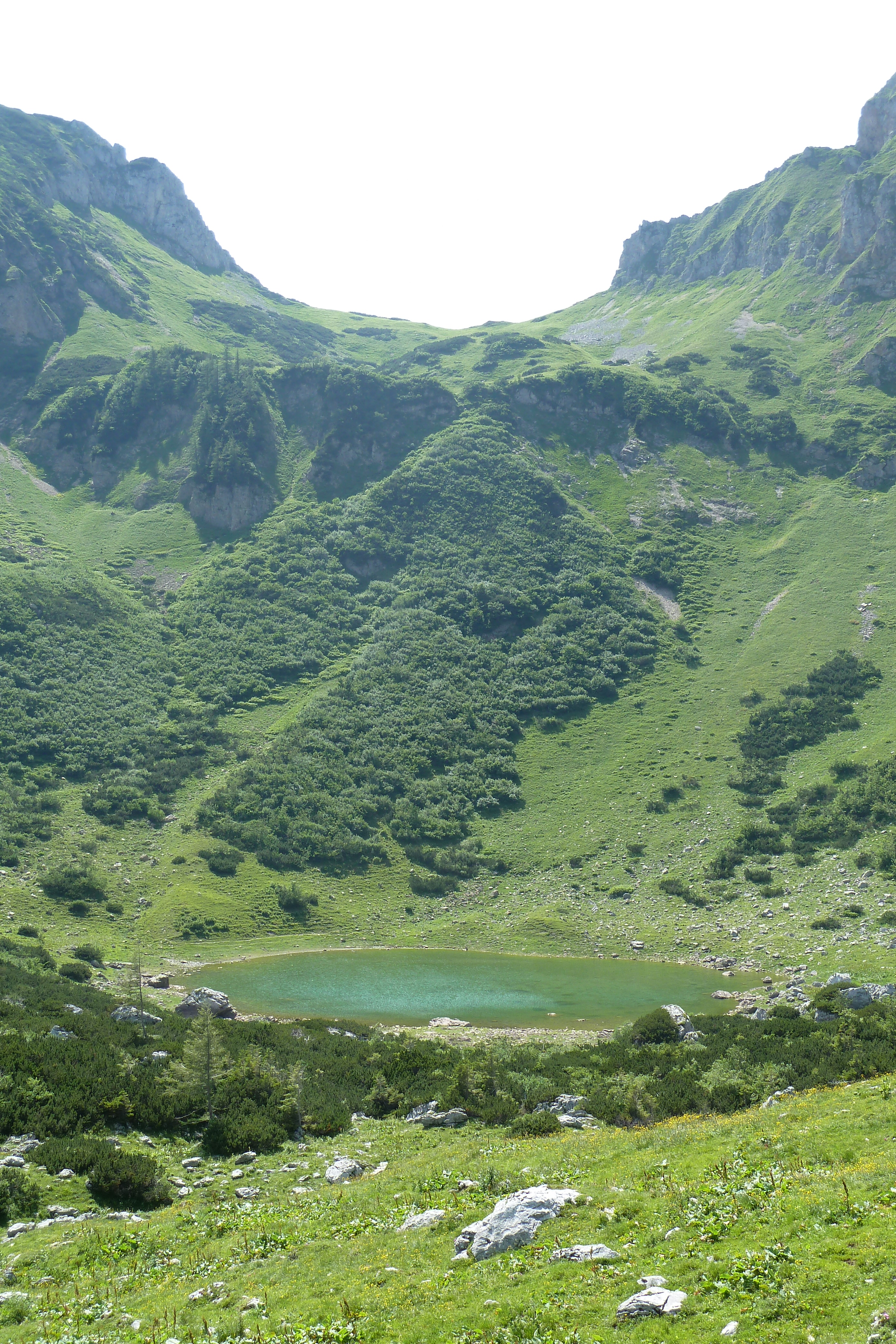
Der Krumpensee